# Ablabesmyia formulosus
Ablabesmyia formulosus är en tvåvingeart som först beskrevs av Frederick Askew Skuse 1889.  Ablabesmyia formulosus ingår i släktet Ablabesmyia och familjen fjädermyggor. Inga underarter finns listade i Catalogue of Life.